# Ika (Opatija)

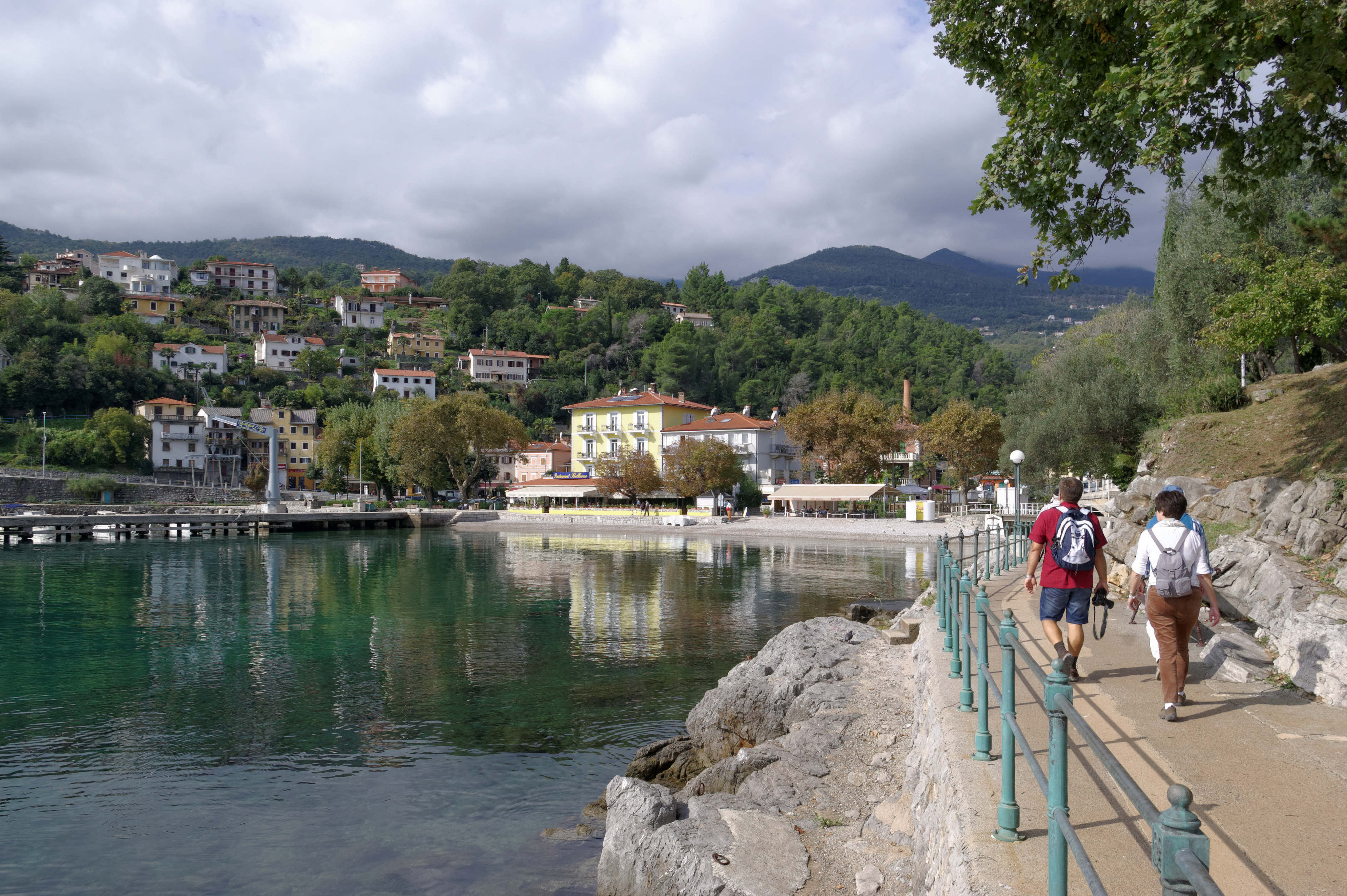
Vista de Ika

Ika es una localidad de Croacia situada en el municipio de Opatija, en el condado de Primorje-Gorski Kotar. Según el censo de 2021, tiene una población de 295 habitantes.

## Demografía
| Gráfica de población de Ika 1857-2021                               |
|                                                                     |
| Según los censos de población de la Oficina de Estadísticas Croata. |